# Phedimus hsinganicus
Phedimus hsinganicus là một loài thực vật có hoa trong họ Crassulaceae. Loài này được (Y.C. Chu ex S.H. Fu & Y. Hui Huang) H. Ohba, K.T. Fu & B.M. Barthol. mô tả khoa học đầu tiên năm 2000.